# Улица Сержанта Мишина (Калининград)
Улица Сержанта Мишина — улица в Центральном районе города Калининграда. Проходит с юга на север от проспекта Победы, пересекая проспект Мира, к улице 1-я Большая окружная. До 1945 года носила имя Иоганна Кристофа Готтшеда (нем. Gottschedstrasse).
На улице располагается здание бывшей школы имени Готтшеда (нем. Gottschedschule), сейчас в нём также располагается школа. На доме номер 15а находится мемориальная доска сержанту И. К. Мишину.